# Wingerdmetaalvlinder
De wingerdmetaalvlinder (Theresimima ampelophaga) is een vlinder uit de familie bloeddrupjes (Zygaenidae). De wetenschappelijke naam is voor het eerst geldig gepubliceerd in 1809 door Bayle-Barelle.
De soort komt voor in Europa.